# Adiantum vivesii
Adiantum vivesii är en kantbräkenväxtart som beskrevs av George Richardson Proctor. Adiantum vivesii ingår i släktet Adiantum och familjen Pteridaceae. Inga underarter finns listade.